# Nazarezinho
Nazarezinho är en kommun i Brasilien.   Den ligger i delstaten Paraíba, i den östra delen av landet, 1 400 km nordost om huvudstaden Brasília. Antalet invånare är 7 280.
Omgivningarna runt Nazarezinho är huvudsakligen savann. Runt Nazarezinho är det ganska glesbefolkat, med 23 invånare per kvadratkilometer.